# Ampulex erythropus
Ampulex erythropus är en  stekelart som beskrevs av Kohl 1893. Ampulex erythropus ingår i släktet Ampulex och familjen Ampulicidae. Inga underarter finns listade i Catalogue of Life.